# Jerome Hines

Jerome Hines (1958)

Jerome Hines, geborener Jerome Albert Link Heinz (* 8. November 1921 in  Hollywood; † 4. Februar 2003 in Manhattan) war ein US-amerikanischer Opernsänger (Bass), Komponist und Mathematiker.

## Leben
Hines studierte Mathematik, Physik und Chemie an der University of California, Los Angeles (UCLA) und nahm daneben Gesangsunterricht bei Gennaro Curci. Er unterrichtete ein Jahr Chemie an der UCLA und war dann Chemiker in seiner Ölgesellschaft. 1940 hatte er sein Bühnendebüt (Bill Bobstay in H.M.S. Pinafore an der LA Civic Light Opera in Los Angeles) und im Oktober 1941 hatte er sein Debüt als Opernsänger an der San Francisco Opera als Monterone in Rigoletto und sang dort in der Saison auch in Tannhäuser neben Lauritz Melchior. Um antideutschen Stimmungen in den USA im Zweiten Weltkrieg zu entgehen, änderte er seinen Nachnamen für seine Gesangskarriere auf Anraten seines Managers in Hines. Er sang mit dem Los Angeles Philharmonic Orchestra und an der New Orleans Opera. 1946 gewann er den Caruso Award. 1947 hatte er sein Debüt an der Metropolitan Opera (Met) in New York (in Boris Godunow, allerdings nur in einer Nebenrolle), in der er Ezio Pinza ersetzte. Im Gegensatz zu seinem Vorgänger beherrschte er nicht nur das italienische und französische Repertoire, sondern auch das deutsche und russische. Hines gehörte dort bald zur Stammbesetzung, sang in Südamerika (Rio de Janeiro, Buenos Aires) und Mexiko und wurde von Arturo Toscanini zu Konzerten und einer Aufnahme der Missa solemnis (1953) hinzugezogen. Er gehörte zum Ensemble der Met bis 1987, wobei er 45 Rollen in 39 Opern sang, darunter Sarastro in der Zauberflöte, Mephistopheles im Faust, Ramfis in Aida, den Großinquisitor in Don Carlos, König Marke in Tristan und Isolde und die Titelrolle in Boris Godunow. Anfang der 1950er Jahre hatte er allerdings an der Met Konkurrenz durch George London.
In Europa sang er zuerst auf dem Glyndebourne Festival 1953 und auf dem Edinburgh Festival mit der britischen Erstaufführung von The Rake’s Progress von Igor Strawinsky (in der Rolle des Nick Shadow). 1958 sang er erstmals in der Scala in Mailand (die Titelrolle in Hercules von Georg Friedrich Händel). 1958 bis 1963 sang er bei den Bayreuther Festspielen (Gurnemanz in Parsifal, Wotan im Ring des Nibelungen, König Marke in Tristan und Isolde). 1962 (am Vorabend der Kubakrise) sang er die Titelrolle in Boris Godunow im Moskauer Bolschoitheater (als zweiter Amerikaner nach George London 1960). Später gab er Gesangsunterricht und gründete 1987 das Opera-Music Theatre Institute in New Jersey, er trat aber auch nach seinem Ende als Ensemble-Mitglied der Met regelmäßig auf, zuletzt 2001 als Großinquisitor in einer konzertanten Aufführung an der Boston Bel Canto Opera (seinen letzten Auftritt in einer Opernaufführung hatte er 1998 als Sarastro in New Orleans).
Seine Größe (über 1,95 m), seine Schauspielkunst und sein voluminöser Bass trugen zu seiner eindrucksvollen Bühnenpräsenz bei.
Hines war tief religiös und Mitglied der Heilsarmee. Er komponierte eine Oper über Jesus I am the way und sang darin die Hauptrolle (Jesus) in vielen Aufführungen weltweit (zuerst mit ihm aufgeführt 1969 in Philadelphia). Seine Religiosität führte auch dazu, dass er bei einer Gelegenheit einen Auftritt an der Met absagte, da ihm die Choreographie zu gewagt erschien.
Er veröffentlichte 1968 seine Autobiographie und 1982 ein Buch über Operngesang und Opernsänger (darunter viele seiner Kollegen).
Von Hines stammen mehrere mathematische Aufsätze im Mathematics Magazine in den 1950er Jahren. Auch später befasste er sich mit Mathematik, mit dem Mathematiker an den Bell Laboratories Henry Otto Pollak befasste er sich mit Philosophie der Mathematik. Er lehnte das Konzept unendlicher Mengen von Georg Cantor ab und sprach lieber von unerreichbar großen Zahlen.
Er war seit 1952 mit der Sopranistin Lucia Evangelista verheiratet (sie starb 2000 an ALS) und hatte mit ihr vier Söhne. Hines wohnte überwiegend in South Orange (New Jersey).

## Schriften
- This is My Story, This is My Song, 1969 (Autobiographie)
- The Four Voices of Man, 1997
- Great Singers on Great Singing, 1982, Hal Leonard 1990

Mathematische Aufsätze:
- On approximating the roots of an equation by iteration, Mathematics Magazine, Band 24, 1951, S. 123–127
- Foundations of Operator Theory, Mathematics Magazine, Band 25, 1952, S. :251–261
- Operator Theory, Teil 2, 3, Mathematics Magazine, Band 28, 1955, S. 199–207, Band 29, 1955, S. 69–76
- A Generalization of the S-Stirling numbers, Mathematics Magazine, Band 29, 1955, S. 200–203